# Spinovelleda excavata
Spinovelleda excavata là một loài bọ cánh cứng trong họ Cerambycidae.